# LGYankees
LGYankees（エルジーヤンキース）は、日本のMC・HIROとMC・RYOによるヒップホップユニット。2000年結成。所属芸能事務所はノーダウトトラックス。所属レコード会社は日本クラウンで、所属レーベルは日本クラウン内のCROWN VenuS。旧称兼略称はLGY。公式ファンクラブは「LGYankees  OFFICIAL FAN CLUB」。

## メンバー

### 現メンバー
- HIRO
  - MC
  - 2000年 -
- RYO
  - MC
  - 2000年 - 2009年, 2023年-
    - 2018年より、旧名義であるLGYを使用しソロ活動を開始。2019年にはソロアルバム『RE-VENGE』をリリースしている[1]。
    - 2023年より、15年振りにHIROとの活動を再開[2]。

### 旧メンバー
- DJ No.2
  - DJ、ギター、ピアノ
  - 2008年 - 2014年

## 来歴
2000年、ダンサーだった板前のHIROと自衛官のRYOがダンスを通して出会いLGY（エルジーワイ）を結成。結成後は長らくクラブシーンを中心とした活動となる。
2006年1月31日、1st Album『JOINTED 2 HOMIES』をリリース。これがロングヒットを続け、2006年のオリコンインディーズアルバムチャート・ヒップホップ部門では第2位（1位はDef Tech）、更に翌年もヒップホップ部門第2位を記録（1位は九州男、インディーズ総合では14位）。
2007年、LGYからLGYankeesに名前を改名する。同年、HIROが音楽レーベル株式会社ノーダウトトラックスを設立し、以後事務所の社長も務めている。
2008年4月、結成翌年からサポートとしてDJ・楽曲提供をしていたDJ No.2がメンバーに正式加入し、5月9日、シングル『Dear Mama feat.小田和正/Eternal』でメジャーデビュー。9月17日に発売したアルバム『NO DOUBT!!! -NO LIMIT-』でオリコン初登場8位を記録し、シングル・アルバム含め初のトップ10入りを果たす。
2009年12月8日にブログにて、結成当時からのメンバーであるRYOが脱退するという報告がされた。RYOの脱退により、これまでの2MCとしての体制が崩れることとなる。初の全国ツアー目前での脱退だったがツアーは延期・中止せず、RYOを除いたメンバーで予定通り行われた。脱退発表から数日後、DJ No.2がブログにてRYOの脱退についての心境を述べている。
2011年9月20日、同じ所属事務所のNoa,SO-TA,GIO,PURPLE REVELと共に、これまで所属していたハドソン・ミュージックエンタテインメントからキングレコードのダンスミュージックレーベルであるVenus-Bへ移籍することが発表された。
2013年11月27日、活動13年間の集大成であるベストアルバム『YAPPARI LGYankees BEST?』を発売。ベストアルバム発売に関連して漫画家の東條仁が作画したメンバーHIROの半生を描いた作品「LGYankees HIRO ストーリー」がWEBコミックとして無料で公開された。
2014年10月31日、DJ No.2がLGYankeesを脱退した。同年、所属レコード会社をVenus-BからCROWN VenuSへ移籍した。

## エピソード
- メンバーのHIROは子供の頃に柔道をしていた。中学生の時に母親から貰ったヒップホップのライブのチケットがきっかけでヒップホップを聴くようになった[8]。
- 2006年7月に恵比寿リキッドルームで行われたT.I.の日本公演で、日本代表として前座を務めた。
- 2008年6月14日に起きた岩手・宮城内陸地震の復興支援として募金活動やチャリティーライブを行った。2ndアルバム『NO DOUBT!!! -NO LIMIT-』の発売日には「Dear Mama feat.小田和正」のオーケストラバージョンの着うた・着うたフルを配信し、その売上の一部を被災地である宮城県栗原市に寄付した。
- 結成から長らくLGYとして活動していたため、現在もLGYという愛称が使われることもある。LGYという名称は、ラグジュアリーから成り立っている[9]。
- 音源のリリースはないが、LGY時代に西海岸CREW（2007年解散）を結成し、その先頭を仕切っていた。
- LGY結成当時は、アメリカの西海岸サウンド（通称ウェッサイ）やギャングスタスタイルとしてやっていたが、有名になるにつれスタイルは変わり、今では当時の仲間達からは酷く毛嫌いされている（HIPHOP用語でいうセルアウトをしたから）。
  - 2008年発売のS.T.Mのアルバム『RESTART』の「TARGET」という曲では、総勢7人ものラッパーが全体にわたりLGYをDISしており、冒頭の会話ではNGYと言われている。この曲には同年に先立ってLGYankees＆GIPPER名義で一緒にCDを発売したNORAのGIPPERも参加しており、CD作成時LGY側のGIPPERに対する待遇がひどかったことについて強烈なDISをしている。
  - 以前のウェッサイ寄りな音楽からポップ要素を取り入れた音楽へと変わった背景についてHIROは、「日本のリスナーは、メロディアスな曲を好みます。自分はアメリカのヒップホップの劣化コピーじゃなく、日本人のための音楽をやりたい。そのための方法論の一つとして、Jポップの口当たりを取り入れたスタイルを考えました。」とコメントしている[10]。

## ディスコグラフィ

### シングル
|     | 発売日        | タイトル                | 規格 | 規格品番 | オリコン | 初収録アルバム   |
| --- | ------------- | ----------------------- | ---- | -------- | -------- | ---------------- |
| 1st | 2006年5月10日 | Dear Mama feat. BIG RON | CD   | SPCD-105 | 圏外     | JOINTED 2 HOMIES |

|     | 発売日        | タイトル                         | 規格   | 規格品番                 | オリコン | 初収録アルバム         |
| --- | ------------- | -------------------------------- | ------ | ------------------------ | -------- | ---------------------- |
| 2nd | 2008年5月9日  | Dear Mama feat. 小田和正/Eternal | CD+DVD | QWCH-00001（初回限定盤） | 12位     | NO DOUBT!!! -NO LIMIT- |
| 2nd | 2008年5月9日  | Dear Mama feat. 小田和正/Eternal | CD     | QWCH-00002（通常盤）     | 12位     | NO DOUBT!!! -NO LIMIT- |
| 3rd | 2008年8月27日 | Drive on a Holiday               | CD     | HUME-0002                | 105位    | NO DOUBT!!! -NO LIMIT- |

### 配信限定シングル
| 発売日         | タイトル                      |
| -------------- | ----------------------------- |
| 2019年10月1日  | Drive on a Holiday feat.Noa   |
| 2023年11月29日 | Because... (15th Anniversary) |

### オリジナルアルバム
|     | 発売日        | タイトル         | 規格 | 規格品番 | オリコン |
| --- | ------------- | ---------------- | ---- | -------- | -------- |
| 1st | 2006年1月31日 | JOINTED 2 HOMIES | CD   | SPCD-103 | 161位    |

|     | 発売日        | タイトル                  | 規格   | 規格品番                     | オリコン |
| --- | ------------- | ------------------------- | ------ | ---------------------------- | -------- |
| 2nd | 2008年9月17日 | NO DOUBT!!! -NO LIMIT-    | CD+DVD | QWCH-10003（初回生産限定盤） | 8位      |
| 2nd | 2008年9月17日 | NO DOUBT!!! -NO LIMIT-    | CD     | QWCH-10004（通常盤）         | 8位      |
| 3rd | 2009年9月16日 | MADE IN LGYankees         | CD+DVD | QWCH-10009（初回限定盤）     | 10位     |
| 3rd | 2009年9月16日 | MADE IN LGYankees         | CD     | QWCH-10010（通常盤）         | 10位     |
| 4th | 2011年2月16日 | BARIBARI LGYankees        | CD+DVD | QWCH-10023（初回限定盤）     | 9位      |
| 4th | 2011年2月16日 | BARIBARI LGYankees        | CD     | QWCH-10024（通常盤）         | 9位      |
| 5th | 2012年2月15日 | GO! GO! LGYankees!!!      | CD+DVD | KICS-91748（初回盤）         | 9位      |
| 5th | 2012年2月15日 | GO! GO! LGYankees!!!      | CD     | KICS-1748（通常盤）          | 9位      |
| 6th | 2013年1月16日 | DOKI DOKI LGYankees!!!!!! | CD+DVD | KICS-91860（初回盤）         | 9位      |
| 6th | 2013年1月16日 | DOKI DOKI LGYankees!!!!!! | CD     | KICS-1860（通常盤）          | 9位      |
| 7th | 2017年2月15日 | GIN GIN LGYankees!!!!!!!  | CD+DVD | CRCP-40492（Type-A）         | 102位    |
| 7th | 2017年2月15日 | GIN GIN LGYankees!!!!!!!  | CD     | CRCP-40493（Type-B）         | 102位    |

### ミニアルバム
|     | 発売日       | タイトル | 規格 | 規格品番 | オリコン |
| --- | ------------ | -------- | ---- | -------- | -------- |
| 1st | 2008年6月6日 | 1 -One-  | CD   | KCCD-326 | 40位     |

### コンピレーションアルバム
|     | 発売日        | タイトル               | 規格   | 規格品番             | オリコン |
| --- | ------------- | ---------------------- | ------ | -------------------- | -------- |
| 1st | 2016年2月10日 | LGYankees with Friends | CD+DVD | CRCP-40443（TYPE-A） | 54位     |
| 1st | 2016年2月10日 | LGYankees with Friends | CD     | CRCP-40444（TYPE-B） | 54位     |

### ベストアルバム
|     | 発売日         | タイトル                | 規格   | 規格品番                   | オリコン |
| --- | -------------- | ----------------------- | ------ | -------------------------- | -------- |
| 1st | 2013年11月27日 | YAPPARI LGYankees BEST? | CD+DVD | KICS-91985/6（初回限定盤） | 19位     |
| 1st | 2013年11月27日 | YAPPARI LGYankees BEST? | CD     | KICS-1985/6（通常盤）      | 19位     |

### 映像作品
|     | 発売日       | タイトル                         | 規格 | 規格品番    | オリコン |
| --- | ------------ | -------------------------------- | ---- | ----------- | -------- |
| 1st | 2009年3月4日 | NO DOUBT!!! -NO LIMIT- LIVE 2008 | DVD  | QWBH-500001 | 50位     |
| 2nd | 2010年4月7日 | NO DOUBT LIFE!! LIVE TOUR 2009   | DVD  | QWBH-500002 | 44位     |

### ソロ作品
DJ No.2
アルバム
- LGYankees Presents DJ No.2『2番の美学』（2010年6月16日発売 PCCA-03176）
- LGYankees Presents DJ No.2『音と言葉の作り人』（2013年3月20日発売 PCCA-03809）

### 参加作品
1. オムニバス「PLATINUM ROUTE」（2003年10月25日（KSR））
4. LIFE STYLE LUXURY/LGY feat.HYENA
2. オムニバス「READY TO RIDE」（2005年5月25日（KSR））
11. Neccesary Pride/L.G.Y feat.TERRY
3. DS455「To Myself ～Believe Yourself～」（2006年1月25日（UNIVERSAL J））
7. Tha Message From LGY
4. オムニバス「GROOVE～cruising～」（2006年8月23日（FOR SIDE））
8. S./ERIKA feat.LGY
5. オムニバス「JAPANESE RAP STA ～ON BOOTSTREET～」（2006年10月4日（BOOTSTREET））
7. STILL BALLER/HOKT, 1-KYU，LGY，BUZZ，NITTY，D.O，RICANDYNA
6. DS455＋BIG RON「WINTER TIME WIT' THA D.S.C. ～White Nite～」（2006年12月6日（HOOSOUND / UNIVERSAL J））
4. Ooooh!! feat. LGY
7. オムニバス「NORTH EAST」（2007年2月28日（KSR））
8. オムニバス「COAST II COAST」（2007年3月14日（KSR / TSUTAYA RECORD））
6. FREEDOM/LGY feat.LIL-BO
9. オムニバス「NORTH EAST 2」（2007年11月28日（KSR））
10. DJ☆GO「730 Raiders」（2007年9月19日）
2. Just A Sunny Day/DJ☆GO feat.HYENA，DESTINO，LGY
11. DJ PMX「LocoHAMA CRUISING mixed by DJ PMX」（2007年12月27日（Vitor））
2. 4 My City feat.AK-69,HOKT,RICHEE,HIRO of LGYankees & BIGIz’MAFIA
12. EIGHT TRACK「EPISODE1」（2008年3月19日（HUDSON / NO DOUBT TRACKS））
5. Smokin' Crazy/LGYankees＆FRENZY
13. Clef「DAYDREAMER」（2008年7月16日（HUDSON / NO DOUBT TRACKS））
1. DAYDREAMER feat.LGYankees
14. Noa「LUCY LOVE」（2008年12月3日（HUDSON / NO DOUBT TRACKS））
3. Fondness feat.LGYankees
15. Maichi×LGYankees「Nostalgia」（2009年3月11日（TSUBASA RECORDS）
16. Noa「LUCY LOVE -SEASON II-」（2009年8月5日（HUDSON / NO DOUBT TRACKS））
11.月のヒカリ feat.中村舞子
17. PURPLE REVEL「SPECIAL ONE」（2009年10月21日（HUDSON / NO DOUBT TRACKS））
10.Speed Up feat.LGYankees
15.JULIA feat.TAATI (DJ No.2 REMIX)
18. SO-TA「Why」（2009年11月18日（HUDSON / NO DOUBT TRACKS））
9.ただ…君を… feat. LGYankees
19. Noa「LUCY LOVE -WINTER SEASON-」（2009年12月16日）
6.月のヒカリ feat.中村舞子 (DJ No.2 (LGYankees) REMIX)
20. 中村舞子「CURE」（2010年1月20日（HUDSON））
2.First Desire feat. HIRO from LGYankees,山猿
21. Clef「Clef」（2010年2月17日（HUDSON / NO DOUBT TRACKS））
2.Blue D.I.A feat.HIRO from LGYankees
22. GIO「NO DOUBT DE GIO」（2010年4月21日（HUDSON / NO DOUBT TRACKS））
3.Going One Way feat.HIRO from LGYankees
23. オムニバス「NO DOUBT TRACKS」（2010年6月30日（BEAT TRACKS / NO DOUBT TRACKS））
24. Noa「Noaism」（2010年8月18日（HUDSON / NO DOUBT TRACKS））
6.Wishing on a Star feat. LGYankees
25. NO DOUBT FLASH「FLASH PLAYERS」（2010年10月6日（PONY CANYON×NO DOUBT TRACKS））
26. LGMonkees「LGMonkees」（2010年10月27日（Epic Records × NO DOUBT TRACKS））
7.No Doubt Folks II feat.LGYankees,Noa,TAKA from Clef,ShaNa,ITACHI,吉見一星
27. ShaNa「ひとりさみしく」（2011年6月8日（PONY CANYON × NO DOUBT TRACKS））
4.恋模様 feat. LGYankees
11.Special Bonus Track 「Yell 3.11」 by LGYankees & Noa & LGMonkees & ShaNa & SO-TA & PURPLE REVEL & GIO & ITACHI
28. NO DOUBT FLASH「GOLD MEMBER」（2011年9月14日（PONY CANYON×NO DOUBT TRACKS））
29. Noa「N」（2011年12月7日（PONY CANYON × NO DOUBT TRACKS））
3.約束... feat. LGYankees
30. SO-TA「SO-TA」（2012年4月19日（PONY CANYON × NO DOUBT TRACKS））
4.Lost Love feat. LGYankees, Noa
31. Noa「Noa's LOVE」（2012年7月11日（PONY CANYON × NO DOUBT TRACKS））
1.愛した君がいた feat. LGYankees, LGMonkees
32. PURPLE REVEL「Coloful Love」（2012年8月8日（PONY CANYON × NO DOUBT TRACKS））
2. Memory Lane feat. LGYankees, Noa
8. Brothership 〜Part II〜 feat. LGYankees, GIO, ITACHI
33. NO DOUBT FLASH「HIGH ROLLER」（2012年9月12日（PONY CANYON × NO DOUBT TRACKS））
34. GIO「愛GIO」（2013年3月6日（PONY CANYON × NO DOUBT TRACKS））
3.あなたと... 〜真実の愛〜 feat. LGYankees, Noa
35. Noa「Molt」（2013年7月17日（PONY CANYON × NO DOUBT TRACKS））
4.See You... feat.LGYankees HIRO
36. SO-TA「2FACE」（2013年8月28日（PONY CANYON × NO DOUBT TRACKS））
2.手をつなごう feat.LGYankees HIRO,Noa
37. Noa×ユンジ「Open Heart」（2014年1月29日（PONY CANYON × NO DOUBT TRACKS））
3.ファーストデザイア 〜片想い〜 feat. LGYankees (HIRO),吉見一星
38. NO DOUBT FLASH「NO DOUBT FAMILY」（2014年2月5日（PONY CANYON × NO DOUBT TRACKS））
39. SEN SHU feat. LGYankees「おどれ WISE」（2024年11月23日（NO DOUBT TRACKS）
40. LGYankees PROJECT MICHI「I＆I feat.LGYankees＆Calyn Tsukishima」（2025年5月14日（NO DOUBT TRACKS）

### プロデュースした作品
- Noa「LUCY LOVE」
- Noa「LUCY LOVE -SEASON II-」
- Noa「愛がなければ」
- LGYankees PROJECT MICHI「I＆I feat. LGYankees & CalynTsukishima」

### 関連作品
- NORTH EAST（2007年2月28日発売 KCCD-257（KSR）)
- NORTH EAST 2（2007年11月28日発売 KCCD-290（KSR）)
  - クラブミュージックのNo.1レーベル・KSRからリリースされたHIROプロデュース＆監修のコンピレーション・アルバム。東北6県の中から熱いラッパーを抜擢し、そのラッパーによる楽曲を収録した作品で、RYOとともにHIROも楽曲に参加している。
  - 2008年末に「『NORTH EAST 3』リリース予定」とノーダウトトラックスのホームページに公表されたが、その後2009年3月リリース予定と変更される。しかし、その後も結局発売されず、現在では完全にホームページからその情報が消えている。